# Oscar Bonavena
Oscar Natalio Bonavena (Buenos Aires, 25 settembre 1942 – Reno, 22 maggio 1976) è stato un pugile argentino, peso massimo.
(Alessandro Tommasi, Quanti pugili al tappeto sul ring della vita, La Repubblica, 11 gennaio 1995)
Il soprannome "Ringo" era dovuto alla folta chioma che ostentava, poco comune per un pugile, e che faceva pensare al batterista dei Beatles, Ringo Starr. Donnaiolo impenitente, amante della vita notturna e frequentatore di locali malfamati, morì ancora giovane, ucciso a pochi mesi dal suo ritiro dal ring.

## Carriera agonistica
Iniziò la carriera pugilistica in Argentina, nel Club Atlético Huracán, e nel 1959 divenne campione dilettante.
Passato tra i professionisti, il 4 settembre 1965 divenne campione argentino dei pesi massimi, sconfiggendo Gregorio Peralta al Luna Park di Buenos Aires.
Il suo notevole talento e le sue eccezionali doti di incassatore lo portarono spesso a combattere negli Stati Uniti, dove sconfisse il campione canadese George Chuvalo in un incontro brutale. Si confrontò poi due volte con Joe Frazier: il primo match si svolse il 21 settembre 1966 e, fino a quel momento, Joe Frazier aveva disputato 11 incontri da professionista, tutti vinti per KO e uno solo dei suoi avversari era riuscito ad arrivare fino alla quinta ripresa. Bonavena nel secondo round atterrò per due volte il futuro campione del mondo, ma venne sconfitto ai punti, con decisione contrastata, e fu dunque il primo pugile a raggiungere la distanza delle quindici riprese contro Frazier.
Il secondo incontro avvenne nel dicembre del 1968 e questa volta c'era in palio il titolo mondiale dei pesi massimi. Fu un match durissimo, nel quale i due pugili non si risparmiarono e che si concluse nuovamente con la vittoria di Frazier ai punti, questa volta per decisione unanime.
Il 7 dicembre 1970 incontrò Cassius Clay al Madison Square Garden di New York: questo incontro, sebbene si risolse poi in una sconfitta, rappresentò il culmine della fama di Bonavena. Muhammad Ali, dopo il suo rientro sul ring successivo al lungo periodo di forzata inattività, era alla ricerca di una vittoria di prestigio che lo rilanciasse e lo legittimasse come sfidante al titolo di campione del mondo che, nel frattempo, era stato conquistato da Joe Frazier. Bonavena sembrò l'avversario ideale: coriaceo, potente e coraggioso, nella sua carriera, sebbene avesse perso alcuni incontri ai punti, non era mai stato atterrato. Inoltre, avendo già incontrato due volte Frazier, poteva costituire un buon metro di paragone per valutare le rinnovate ambizioni di Clay. Il match fu preceduto da una burrascosa conferenza stampa, improvvisata durante le operazioni di peso, nel corso della quale i due fecero roboanti dichiarazioni di vittoria, si minacciarono a vicenda e si insultarono.
Il match mantenne tutte le sue promesse: Bonavena riuscì spesso a mettere in grande difficoltà il famoso avversario, per essere però fermato dall'arbitro alla quindicesima ripresa, dopo essere andato al tappeto per la terza volta in quello stesso round. Nonostante la sconfitta, al suo rientro a Buenos Aires Bonavena ricevette un'accoglienza trionfale.
Dopo l'incontro con Clay, cominciò la fase discendente della sua carriera e incontrò avversari sempre meno quotati. Si ritirò nel febbraio del 1976, disputando il suo ultimo match contro Billy Joiner, con un bilancio di 58 incontri disputati, 9 persi e 1 pareggiato.

## La tragica fine
Il 22 maggio di quello stesso anno fu ucciso in Nevada da Ross Brymer, un buttafuori del bordello Mustang Ranch e guardaspalle del suo ex-manager americano, Joe Conforte, personaggio ambiguo e controverso e, secondo alcune ricostruzioni, probabile mandante del delitto. Il movente del delitto non venne mai chiarito del tutto ma sembra che alla base ci fosse la gelosia di Conforte per una relazione che la moglie Sally avrebbe intrattenuto con il campione argentino. Brymer scontò 15 mesi di carcere per l'assassinio di Bonavena, in seguito derubricato a omicidio involontario. All'omicidio di Bonavena il n°4/2004 della rivista bimestrale "L'Europeo", col titolo "Nera, maledetta nera", dedica un intero capitolo.
La sua morte improvvisa, avvenuta a soli 33 anni, produsse in Argentina un'ondata di grandissima emozione: 150.000 persone parteciparono ad una veglia funebre al "Luna Park Stadium". Una così intensa partecipazione popolare per la scomparsa di un personaggio pubblico non si vedeva dai funerali del re del tango Carlos Gardel, avvenuti quarant'anni prima. Bonavena fu sepolto a Buenos Aires, nel cimitero della Chacarita. Rimane, a tutt'oggi, uno degli sportivi più amati e popolari in Argentina.